# Consell Nacional de la Democràcia Catalana
El Consell Nacional de la Democràcia Catalana fou una agrupació de partits polítics catalans, fundada a Barcelona el desembre del 1945 sota la presidència de Josep Pous i Pagès, antic membre del Consell Nacional de Catalunya que acabava de tornar de l'exili. Per aquesta raó també fou conegut com a Comitè Pous i Pagès.
Immediatament s'hi van adherir Esquerra Republicana de Catalunya, Acció Catalana Republicana, Unió Democràtica de Catalunya, Unió Catalanista, Estat Català, Front Nacional de Catalunya, Unió de Rabassaires, Moviment Socialista de Catalunya, Front de la Llibertat, Partit Republicà d'Esquerra, Front Universitari de Catalunya i alguns grups de la CNT i de la Unió General de Treballadors. Reconeixia l'autoritat de la presidència de la Generalitat de Catalunya a l'exili en la persona de Josep Irla i Bosch, però en reclamava llibertat d'acció a l'interior de Catalunya.
Va actuar com a element coordinador d'unitat d'acció dels diferents partits catalans, malgrat l'oposició aferrissada tant de Josep Tarradellas i Joan, que el pretenia subordinar al govern català a l'exili, com del PSUC, fins que es va dissoldre a la mort de Josep Pous i Pagès el 1952.
L'abril del 1946 va lliurar una nota als representants de Gran Bretanya, França i Estats Units reclamant més pressió sobre el govern franquista i la constitució de governs autònoms a les nacionalitats perifèriques per tal d'establir un sistema confederal que garantís el fracàs de noves subversions. El gener del 1947 va crear un Comité Permanent per a entrendre's amb el govern català a l'exili, i el juliol es van entrevistar amb Indalecio Prieto (PSOE) per a arribar a una entesa amb el govern de la Segona República Espanyola a l'exili, però fou un fracàs.